# Ragnar Granit

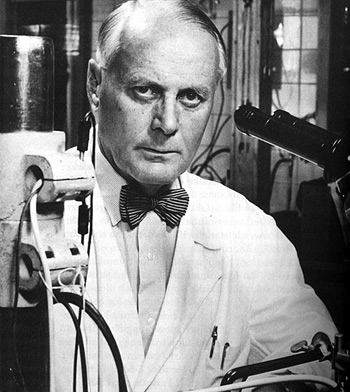
Ragnar Granit, 1956

Ragnar Arthur Granit (* 30. Oktober 1900 in Riihimäki, Finnland; † 12. März 1991 in Stockholm, Schweden) war ein finnlandschwedischer Neurophysiologe und Nobelpreisträger.
Granit lieferte wesentliche Arbeiten über die chemisch-physiologischen Vorgänge in der Netzhaut des Auges.

## Leben
Ragnar Arthur Granit hatte bis 1918 am finnischen Befreiungskrieg gegen die Sowjetunion teilgenommen. 1919 immatrikulierte er sich an der Universität Helsinki für experimentelle Psychologie und studierte zusätzlich Medizin. Einen Magisterabschluss in Psychologie erhielt er 1923 und für Medizin wurde er 1927 promoviert. In Helsinki war er von 1935 bis 1940 Professor, danach am schwedischen Karolinska Institutet. Er war auch Präsident der Königlich Schwedischen Akademie der Wissenschaften. 1960 wurde er zum auswärtigen Mitglied der Royal Society gewählt. Er erhielt 1967 gemeinsam mit George Wald und Haldan Keffer Hartline den Nobelpreis für Physiologie oder Medizin für die Untersuchung der physiologischen und chemischen Sehvorgänge im Auge. 1954 wurde er in die American Philosophical Society, 1968 in die National Academy of Sciences und 1971 in die American Academy of Arts and Sciences gewählt.